# سيمون أوين
سيمون أوين (بالإنجليزية: Simon Owen)‏ هو لاعب غولف نيوزلندي، ولد في 10 ديسمبر 1950 في وانجانوي في نيوزيلندا.

## وصلات خارجية
- سيمون أوين على موقع رابطة أوروبا للاعبي الغولف المحترفين (الإنجليزية)